# 小行星8904
小行星8904（英語：8904 Yoshihara）是一颗围绕太阳公转的小行星。1995年11月15日，小林隆男在大泉天文台发现了此天体。
这颗小行星的绝对星等为289.1845720333838等。